# Rafael de la Plaza
Rafael de la Plaza (Ciudad de Salta, Argentina, 1838-Córdoba, Argentina, ?) fue un militar y político argentino.
Hijo de José Roque Mariano de la Plaza Elejalde y de Manuela Silva Palacios. Su único hermano, Victorino de la Plaza, fue presidente de la República Argentina. Se casó con Martina Benjamina Augier Echagüe, viuda del celebre educador, sabio Dr. Prof. Amadeo Jacques para quien era su segundo matrimonio , y con quien tuvo cuatro hijos: Silvia, Ana María, María y Rafael de la Plaza Augier.

## Biografía

### Carrera militar
Tomó parte en la Guerra de la Triple Alianza, donde luchó en un batallón de infantería bajo el mando del coronel Aniceto Latorre, y tras enfermar el coronel Latorre, bajo el mando de Julio Argentino Roca. En este batallón, conocido como el batallón "Salta", se destacaron también su hermano Victorino, Juan Solá, Joaquín Díaz de Bedoya, Luis Fábregas, Alejandro Fábregas, Ricardo Solá, Justo Aguilar y José María Uriburu.

### Carrera política
Posteriormente se trasladó a Santiago del Estero, donde fue Oficial Mayor del Ministerio de Gobierno desde 1871 a 1873. Más tarde fue elegido vocal de la Cámara de Justicia y Secretario de la Junta de Instrucción Pública.
En 1875 fue designado  Gobernador de Santiago del Estero y diputado por Santiago del Estero en el Congreso de la Nación, trasladando su residencia a Buenos Aires hasta 1878.
Fue cofundador (1891) de la Unión Cívica Radical quedó así organizada en Santiago del Estero, Juan Christensen, Benjamín Abalos, Francisco Castañeda Vega, Rafael de la Plaza y Gregorio González;La fundación de un nuevo partido que levantaba las banderas de la regeneración cívica y la pureza democrática.